# Jukka Porvari
Jukka Porvari (* 19. Januar 1954 in Tampere) ist ein ehemaliger finnischer Eishockeyspieler, der in seiner aktiven Zeit von 1974 bis 1991 unter anderem für die Colorado Rockies und New Jersey Devils in der National Hockey League gespielt hat.

## Karriere
Jukka Porvari begann seine Karriere als Eishockeyspieler in seiner Heimatstadt in der Nachwuchsabteilung von Tappara Tampere, für dessen Profimannschaft er von 1974 bis 1981 zunächst in der SM-sarja und ab 1975 in deren Nachfolgewettbewerb SM-liiga aktiv war. Mit Tappara gewann der Angreifer in diesem Zeitraum in den Jahren 1975, 1977 und 1979 den finnischen Meistertitel und wurde 1976, 1978 und 1981 mit seiner Mannschaft Vizemeister. Auf europäischer Ebene belegte er mit seinem Team 1980 den zweiten Platz im Europapokal hinter dem russischen Vertreter HK ZSKA Moskau. Bei Tappara gehörte er nicht nur zu den besten Spielern seiner Mannschaft, sondern auch ligaweit und er wurde 1978, 1980 und 1981 insgesamt drei Mal in das All-Star Team der SM-liiga gewählt.
Am 8. Juli 1981 unterschrieb Porvari einen Vertrag als Free Agent bei den Colorado Rockies aus der National Hockey League. In seinem Rookiejahr, der Saison 1981/82, erzielte er für die Rockie in 31 Spielen zwei Tore und gab sechs Vorlagen. Parallel kam er zu zwei Einsätzen für deren Farmteam Fort Worth Texans in der Central Hockey League. Nach der Spielzeit wurde das Franchise umgesiedelt und der finnische Nationalspieler schloss sich dessen Nachfolgeteam New Jersey Devils an. Bei diesen kam er jedoch nur noch sporadisch zum Einsatz und musste vermehrt für deren CHL-Farmteam Wichita Wind auflaufen, sodass er noch während der Saison 1982/83 die NHL wieder verließ und sich dem Klagenfurter AC aus der Österreichischen Eishockey-Liga anschloss.
Von 1983 bis 1986 stand Porvari bei TPS Turku in der SM-liiga unter Vertrag, mit dem er 1985 noch einmal Vizemeister wurde. In der Folgezeit ließ er seine Laufbahn bei unterklassigen Teams ausklingen. Von 1986 bis 1988 verbrachte er zwei Spielzeiten bei TuTo Hockey in der zweitklassigen I divisioona. Daraufhin unterschrieb er beim Drittligisten Kiekko-67 Turku, mit dem ihm 1989 auf Anhieb der Aufstieg in die I divisioona gelang. Bei Kiekko-67 beendete der Olympiateilnehmer von 1980 schließlich im Anschluss an die Saison 1990/91 im Alter von 37 Jahren seine Karriere.

### International
Für Finnland nahm Porvari im Juniorenbereich ausschließlich an der Junioren-Weltmeisterschaft 1974 teil. Im Seniorenbereich stand er im Aufgebot seines Landes bei den Weltmeisterschaften 1977, 1978, 1979 und 1981, sowie bei den Olympischen Winterspielen 1980 in Lake Placid und 1981 beim Canada Cup.

## Erfolge und Auszeichnungen
| - 1975 Finnischer Meister mit Tappara Tampere - 1976 Finnischer Vizemeister mit Tappara Tampere - 1977 Finnischer Meister mit Tappara Tampere - 1978 Finnischer Vizemeister mit Tappara Tampere - 1978 SM-liiga All-Star Team - 1979 Finnischer Meister mit Tappara Tampere | - 1980 SM-liiga All-Star Team - 1980 2. Platz Europapokal mit Tappara Tampere - 1981 Finnischer Vizemeister mit Tappara Tampere - 1981 SM-liiga All-Star Team - 1985 Finnischer Vizemeister mit TPS Turku |